# Jerasch

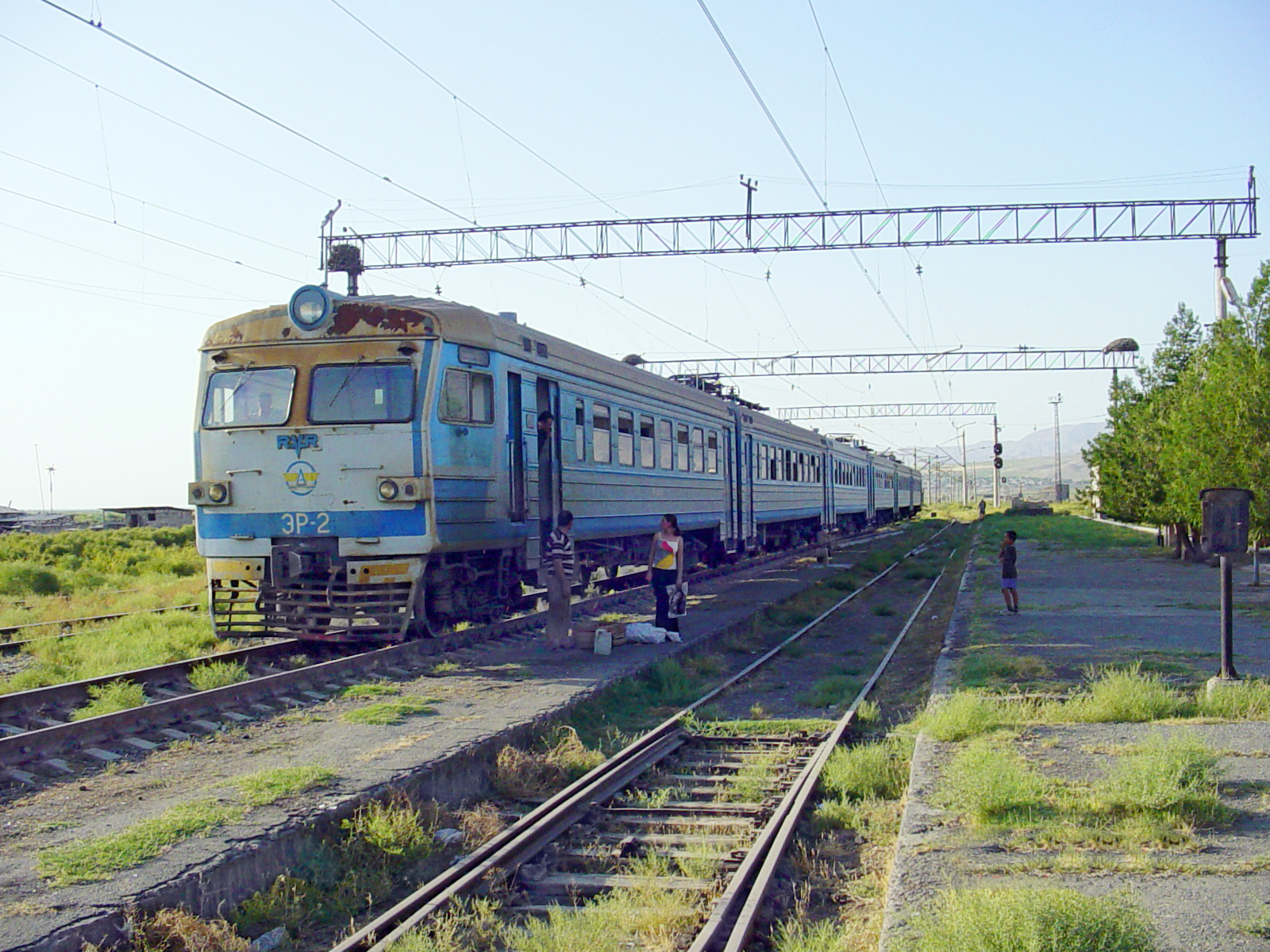
Bahnhof Jerasch

Jerasch (armenisch Երասխ, russisch Ерасх, in englischer Transkription Yeraskh) ist ein Ort in Armenien.

## Geografie
Er liegt in der Provinz Ararat an der Grenze zu der aserbaidschanischen Exklave Nachitschewan. Die Einwohnerzahl beträgt 635 (Stand: Zensus 2011). 2001 hatte Jerasch 713 Einwohner.

## Geschichte
Jerasch wurde 684 gegründet und trug früher den Namen Arasdajan.
Im Ort befindet sich ein deutscher Soldatenfriedhof aus dem Zweiten Weltkrieg, auf dem 110 Kriegsgefangene begraben wurden. Er wurde 2002 instand gesetzt.
Während des Bergkarabachkonflikts wurde der Ort zu Beginn der 1990er-Jahre von aserbaidschanischer Seite mit Artillerie beschossen, viele Einwohner verließen infolgedessen Jerasch.

## Verkehr
Jerasch hat einen Bahnhof an der 1908 eröffneten Bahnstrecke Jerewan–Dscholfa. Der grenzüberschreitende Verkehr nach Aserbaidschan ist aber seit Beginn der 1990er-Jahre eingestellt und nach dem derzeit gültigen Fahrplan (2021) verkehrt nur ein Zugpaar im Personenverkehr.